# پالس با پهنای‌باند محدودشده

حاصل‌ضرب دیرش-پهنای‌باند به شکل طیف توان پالس بستگی دارد.

یک پالس با پهنای‌باند-محدودشده یا پالس محدودشده-پهنای‌باند (همچنین به عنوان پالس با تبدیل-فوریه-محدودشده یا معمولاً پالس با تبدیل-محدودشده شناخته می‌شود) یک پالس از موجی است که حداقل مدت‌زمان ممکن را برای یک پهنای‌باند طیفی معین دارد. پالس‌هایی با پهنای‌باند-محدودشده در تمام فرکانس‌هایی که پالس را تشکیل می‌دهند فاز ثابتی دارند. پالس‌های نوری از این نوع را می‌توان توسط لیزرهای قفل‌شده-مُد تولیدکرد.
هر شکل موجی را می‌توان با تحلیل فوریه یا تبدیل فوریه به مولفه طیف آن جدا کرد؛ بنابراین طول یک پالس توسط مولفه طیف موهومی آن تعیین می‌شود، که نه تنها شدت نسبی آنها، بلکه موقعیت‌های نسبی (فاز طیف) این مولفه طیف را نیز شامل می‌شود. برای شکل‌های پالس‌های مختلف، حاصل‌ضرب حداقل دیرش-پهنای‌باند (به انگلیسی: duration-bandwidth) متفاوت است. حاصل‌ضرب دیرش-پهنای‌باند برای مدولاسیون-فاز صفر کمینه است؛ مثلاً، {\displaystyle \mathrm {sech^{2}} } پالس‌ها دارای حداقل حاصل‌ضرب دیرش-پهنای‌باند ۰٫۳۱۵ هستند درحالی‌که پالس‌های گاوسی حداقل مقدار ۰٫۴۴۱ دارند.
یک پالس پهنای‌باند-محدودشده را تنها زمانی می‌توان باهم نگه داشت که پاشش محیطی که موج از آن عبور می‌کند صفر باشد. در غیر این صورت مدیریت پاشش برای برگرداندن اثرات تغییرات فاز طیف ناخواسته مورد نیاز است. برای مثال، هنگامی که یک پالس فراکوتاه از یک بلوک شیشه‌ای عبورمی‌کند، محیط شیشه ای به دلیل پاشش سرعت گروه، پالس را عریض می‌کند.
نگه‌داشتن پالس‌های پهنای‌باندمحدودشده برای فشرده‌سازی اطلاعات در زمان یا دستیابی به چگالی میدان بالا ضروری است، مانند پالس‌های فراکوتاه در لیزرهای مُدقفل‌شده.

## مطالعه بیشتر
- J. C. Diels and W. Rudolph (2006). Ultrashort Laser Pulse phenomena. New York, Academic. ISBN 978-0-12-215493-5.